# Paglia Orba (traghetto)
Il Paglia Orba è un traghetto appartenente alla compagnia di navigazione Corsica Linea.

## Concetto e costruzione
Uno studio condotto da una conferenza e dall'Osservatorio regionale dei trasporti della Corsica mostra che nel 1993-1994 le flotte di navi mercantili che assicurano il trasporto di merci tra il continente e la Corsica difficilmente consentiranno di assicurare un buon flusso di traffico. È quindi necessario che la SNCM e La Méridionale prevedano la sostituzione di una nave della loro flotta con un'unità più grande al fine di prevenire l'aumento delle esigenze di trasporto merci. È quanto specificato nella convenzione speciale per l'esercizio delle linee marittime Continente - Corsica per il periodo 1991-1995, firmata l'8 agosto 1991 da SNCM. L'azienda è quindi obbligata a sostituire il Monte Rotondo con una nuova unità con una capacità di carico di almeno 2.200 metri lineari. La sua messa in servizio è prevista per gennaio 1994, poco dopo quello di un'unità simile di La Méridionale. Questo programma della flotta è necessario e obbligatorio. La sua messa in discussione renderebbe le società incapaci di adempiere ai propri obblighi e si tradurrebbe finanziariamente in una riduzione dell'importo della sovvenzione. Per ottenere migliori condizioni di prezzo, SNCM e CMN stanno avviando congiuntamente una consultazione per la costruzione di due navi identiche.
A seguito del bando di gara internazionale lanciato il 9 settembre 1991, quattro cantieri stanno attirando l'attenzione del management: la sudcoreana Samsung Heavy Industries, la finlandese Aker Finnyards e la Chantiers de l'Atlantique che propone la costruzione simultanea delle due navi, nei tempi previsti dall'accordo. Infine, gli Ateliers et Chantiers du Havre propongono di costruire una delle due unità, il suo piano di carico non le consente di allinearsi con i suoi concorrenti. I cantieri finlandesi manterranno la corda per molto tempo a causa del loro minor costo, ma per sostenere la cantieristica francese in crisi, lo Stato interviene. Entro i limiti autorizzati da Bruxelles, concede ulteriori aiuti affinché la futura unità della SNCM venga costruita presso gli Ateliers et Chantiers du Havre. Così, dopo molte trattative, la SNCM può effettuare un ordine per la sua nuova nave da carico misto, mentre la CMN ne farà costruire una propria in Finlandia, ovvero la Kalliste.
Come da tradizione all'interno della SNCM, la nuova nave prende il nome da una vetta corsa, come i suoi predecessori. È così che la nuova unità riceve il nome della Paglia Orba, una cima montuosa situata nel massiccio del Monte Cinto in Alta Corsica.

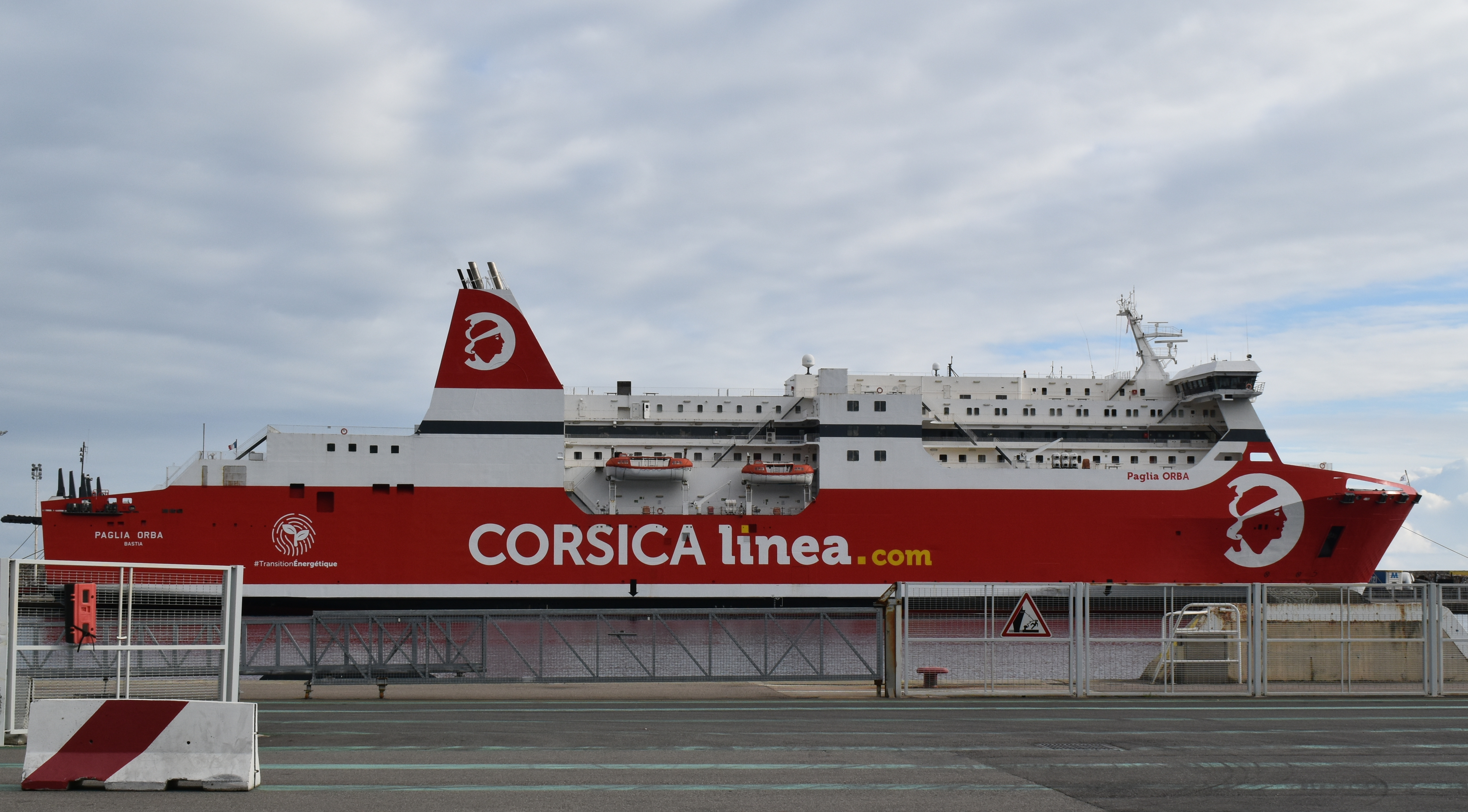
Paglia Orba a Bastia nel 2020.

È stato firmato il contratto di costruzione tra la SNCM e gli Ateliers et Chantiers du Havre 19 febbraio 1992. La Paglia Orba viene imposata il 6 luglio 1992 e varata il 3 giugno 1993.
Le specifiche nelle specifiche rendono questa imbarcazione notevole sotto molti aspetti e sottolineano il know-how dei cantieri. È la prima nave dell'azienda ad avere una passerella completamente coperta, beneficia delle più recenti tecnologie di navigazione ma anche del mantenimento della sicurezza. La passerella è una vera torre di controllo, ha ricevuto l'etichetta CNC che consente al personale di guardia di comunicare con la nave. I sistemi informatici consentono all'OOW di controllare tutto, compreso il vano motore. La sicurezza del sistema è tale che per limitare il rischio di errore o guasto umano, ci sono controlli che segnalano al computer che l'ufficiale di guardia è a conoscenza, anche quando è in autopilota. Più, l'SNA91 un "cervello" che, non solo dirige la nave sulla rotta indicata, ma può correggere questa rotta, o indicarle i punti di passaggio obbligatori determinati in precedenza. La Paglia Orba è inoltre dotata del Global Maritime Distress and Safety System, il primo per una nave passeggeri francese. Infine, questa nuova unità si distingue anche, al suo rilascio, per i suoi stabilizzatori, i più grandi mai montati su una nave mercantile. Il ponte del garage principale è composto da otto corsie, consentendo operazioni commerciali molto rapide.
Non vengono tralasciate le finiture interne per i passeggeri. I locali comuni sono quindi decorati con marmo e legno di qualità e le cabine sono standard sui traghetti della compagnia.
Le prove in mare si svolgono 17 febbraio 1994. Nonostante un contesto sociale teso nei cantieri navali, la nave verrà consegnata solo con poco ritardo, il 15 marzo 1994.

## Servizio
Il 16 marzo 1994 alle 16:00, agli ordini del Comandante Scout Rover, la Paglia Orba partì da Le Havre per Marsiglia. La nave attracca nel porto di Marsiglia il 21 marzo alle 8:00. Riprende la navigazione il 23 marzo in serata per la sua prima operazione commerciale, diretta a Bastia. È in questo stesso comune che viene battezzata la Paglia Orba il 12 aprile da sua madrina Michelle Baggioni, moglie del Presidente dell'Assemblea Territoriale della Corsica.
Nel mese di aprile 1995, la Paglia Orba inaugura una nuovissima linea che collega Bastia a Genova, operata dalla controllata Corsica Marittima. Ha luogo il primo scalo nel capoluogo ligure l'8 aprile alle 17:30.
Tra marzo e maggio 2002, la Paglia Orba viene trasformata presso i cantieri Lloyd Werft di Bremerhaven in Germania nell'ottica di aumentare la capacità passeggeri, portata a 500 come previsto dalle nuove specifiche per la delegazione di servizio pubblico. Dietro i suoi comignoli viene aggiunta un'ulteriore tuga contenente nuove cabine. A seguito di questa trasformazione, la nave dispone di 50 posti a sedere e 141 cabine, per un totale di 542 posti.
Nel giorno di 26 ottobre 2003, la Paglia Orba fa un viaggio di andata e ritorno fra Île-Rousse e Livorno per consegnare nuovi veicoli, caricati il giorno prima a Fos-sur-Mer.
Durante la sua chiusura tecnica nel mese di aprile 2004, il marchio "Ferryterranée" scompare dallo scafo a favore dell'iscrizione in rosso dell'indirizzo del sito. A causa della necessità di altri lavori più urgenti, la nave non viene riverniciata nei nuovi colori SNCM.
Il 6 marzo 2005 in serata, a Porto Vecchio, la Paglia Orba in movimento tra le stazioni P2 e P3 si è arenata su un banco di sabbia. La nave, con l'assistenza del pilota, riesce a liberarsi con i propri mezzi, senza subire danni.

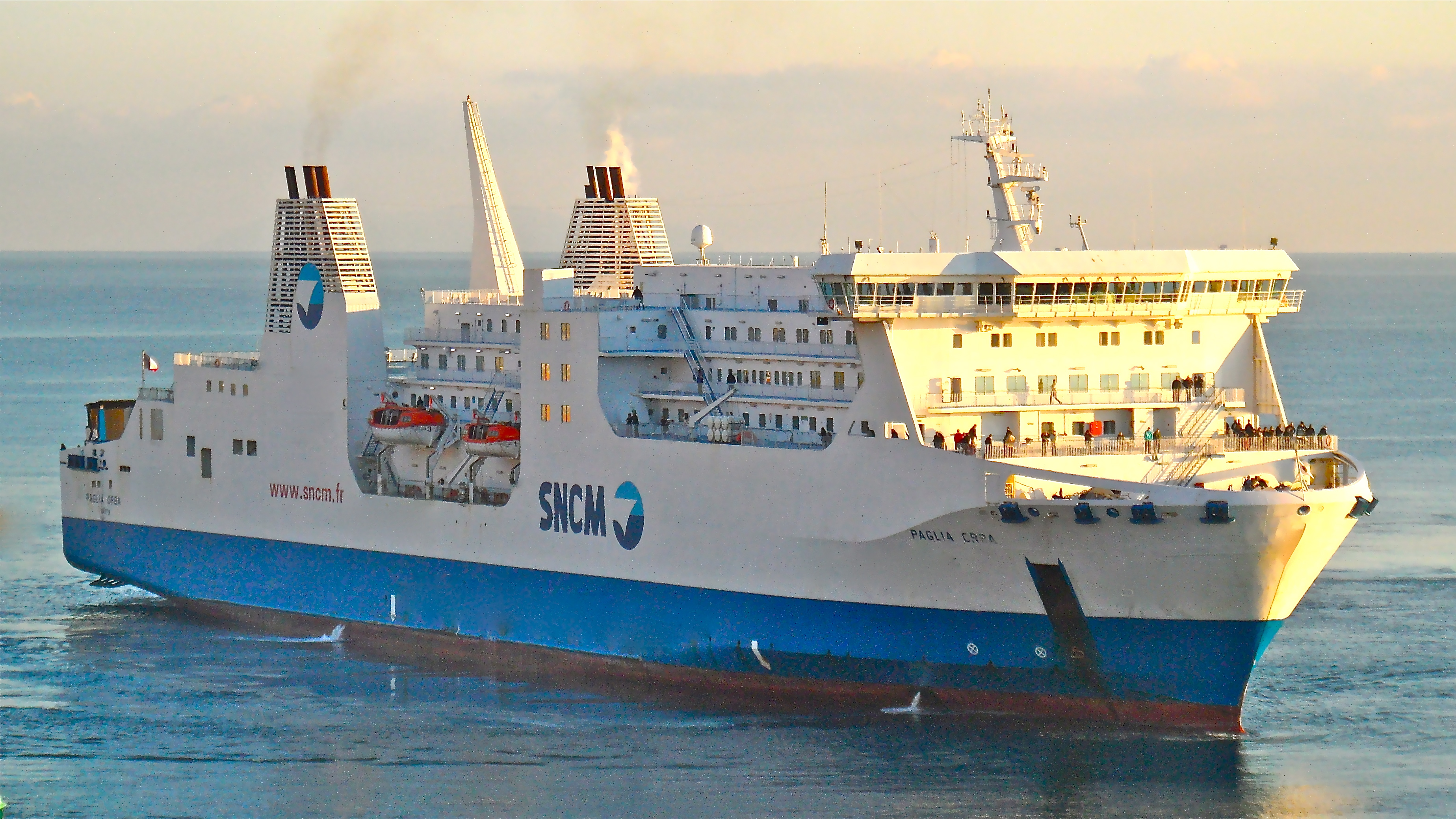
Il Paglia Orba in arrivo a Bastia.

Nel marzo 2008, la Paglia Orba sfoggia la nuova livrea della SNCM con lo scafo ridipinto di blu.
Nella notte tra il 20 e il 21 novembre 2015, la nave ha rotto gli ormeggi nel porto di Marsiglia e ha colpito la banchina. Trasferita all'ormeggio 7, la nave ha ripreso la traversata la sera stessa, avendo lo scafo solo leggermente danneggiato.
Il 5 gennaio 2016 alle ore 8:00 la Paglia Orba arriva a Marsiglia e completa l'ultima traversata commerciale della SNCM, rilevata dal gruppo Rocca e liquidata a favore del nuovo ente MCM. I loghi della SNCM sono stati successivamente cancellati dallo scafo della nave.
Trasferita alla MCM, la Paglia Orba si unisce alla flotta del marchio commerciale Maritima Ferries come le altre unità dell'ex SNCM. Nonostante il cambio di proprietario, la nave mantiene la sua normale operatività tra Marsiglia, Porto Vecchio e Ajaccio. Ad aprile MCM si è fusa con Corsica Maritima, un consorzio di imprese corse anch'esse candidate all'acquisizione di SNCM. La Paglia Orba, come le altre navi, viene poi trasferita a una nuova entità commerciale denominata Corsica Linea, nata sulle ceneri di SNCM.
Il 12 aprile intorno alle 8:15, Paglia Orba ha un guasto al suo sistema propulsivo, la nave, che stava navigando verso Porto Vecchio, è stata dirottata verso il porto di Bastia dove ha raggiunto a fine pomeriggio, assistita dal rimorchiatore Altagna.
L'acquisizione della flotta MCM da parte di Corsica Linea si traduce in un cambiamento nell'identità della compagnia, in particolare con l'aggiunta di una livrea rossa sulle navi della flotta. Essendo già stato fatto il suo stop tecnico, la Paglia Orba si vede pronta il 6 giugno 2016 in una livrea semplificata nei colori della Corsica Linea. Nell'agosto 2016, viene annunciato un piano per vendere la nave alla Collettività Territoriale della Corsica nell'ambito della costituzione di una compagnia di navigazione regionale. Secondo il piano CTC, questa compagnia regionale avrebbe dovuto iniziare le proprie attività nel corso del 2019, tuttavia la vendita della nave è stata annullata nel luglio 2018.
L'8 gennaio 2017, la Paglia Orba va in blocco tecnico a Marsiglia. A bordo sono in corso lavori di ampia portata, in particolare per quanto riguarda le aree ristorazione, che sono state completamente rinnovate. Fu durante questo refitting che la nave fu dipinta con i colori della Corsica Linea. Il suo scafo è ridipinto di rosso e mostra sulla parte anteriore il logo dell'azienda con l'effigie della testa di un moro corso.
Durante la sua sosta tecnica a Menzel Bourguiba dall'8 gennaio al 6 febbraio 2019, la nave si trasforma per essere ottimizzata per i dispositivi di collegamento portuale del porto di Marsiglia, come le navi di La Méridionale. La Paglia Orba è quindi la prima nave di Corsica Linea ad essere adattata a questo sistema volto a ridurre le emissioni di CO² durante i suoi scali nella città focea.
Come nella Pascal Paoli e nella Jean Nicoli, vengono installati dei depuratori di fumo, soprannominati scrubber, destinati a ridurre le emissioni di zolfo, sono installati a bordo della Paglia Orba durante una sosta tecnica presso i cantieri Palumbo di La Valletta dal 20 settembre al 2 dicembre 2020. L'installazione del dispositivo comporta alcune modifiche nell'aspetto dei camini. Questo lavoro era originariamente previsto per essere eseguito all'inizio del 2020, ma è stato posticipato a causa della pandemia COVID-19.
La mattina di 25 gennaio 2021, mentre stava per completare una traversata tra Marsiglia e Bastia, la Paglia Orba si è trovata impossibilitata ad attraccare a Bastia a causa di condizioni meteorologiche particolarmente avverse. La nave è stata quindi costretta a rimanere all'ancora fuori dal porto in attesa di una possibile tregua. Fu solo nel tardo pomeriggio, intorno alle 17:30, che le autorità autorizzarono l'attracco della nave, ma durante la manovra, effettuata con l'assistenza del pilota del porto di Bastia, la Paglia Orba fu dietro un fondo alto, provocando una perdita e danni all'elica di babordo. Una volta sbarcati il centinaio di passeggeri e il carico, l'equipaggio, con l'aiuto di vigili del fuoco e sommozzatori, è riuscito a tappare la breccia il giorno successivo. Tuttavia, il danno alla nave richiederà l'immobilizzazione per diverse settimane. Dopo essere rimasta a Bastia per un po' di tempo, si è diretta in Tunisia l'8 febbraio per essere riparato presso i cantieri di Menzel Bourguiba.

## Caratteristiche
La Paglia Orba è lunga 165,80 metri per 29,2 metri di larghezza, il suo pescaggio è di 6,63 metri e la stazza lorda è di 29.718 tonnellate. La nave ha una capacità di 600 passeggeri e dispone di un garage di 2.300 metri lineari di carico merci, e può contenere 147 rimorchi oltre a 120 veicoli e accessibile da due portelloni posteriori alti 16,50 metri e larghi 8 metri. La nave aveva originariamente un vettore a rampa anteriore che è stato forzato nel 2006. La sua propulsione è fornita da 4 motori diesel semi-veloci Wärtsilä-Vasa 16V32DF, 16 cilindri a forma di V che sviluppano una capacità di 19.700 kW che guidano 2 eliche a passo variabile causando la nave per navigare a più di 19 nodi. La nave ad uso misto è inoltre dotata di due eliche di prua Ka Me Wa da 1.400 kW ciascuno e uno stabilizzatore antirollio a doppia aletta retrattile ACH. La nave è dotata di due grandi scialuppe di salvataggio chiuse, integrate da due barche di medie dimensioni, una scialuppa di salvataggio semirigida e numerose zattere di salvataggio. Dal 2020 la Paglia Orba è dotata di scrubber, dispositivi di depurazione dei fumi volti a ridurre le sue emissioni di zolfo.

## Linee servite
Quando è stata messa in servizio nel 1994, la Paglia Orba operò sulla linea Marsiglia - Bastia in notturna.
Dal 1995 è stata posizionata sulla linea Bastia - Genova della controllata Corsica Marittima, fino al 1999.
Nel 2003, sostituita sulla linea Marsiglia - Bastia dalla Pascal Paoli, il Paglia Orba è stato spostato tutto l'anno nei collegamenti da Marsiglia ad Ajaccio e occasionalmente a Porto Vecchio.
Nel 2009, a seguito dell'ingresso nella flotta della Jean Nicoli, la nave è stata immessa tra Marsiglia e Porto Vecchio da metà settembre a metà giugno e da Marsiglia ad Ajaccio da metà giugno a metà settembre. La sua assegnazione non cambia nonostante l'acquisizione da parte di Corsica Linea nel 2016.
Dal 1° ottobre 2019, nell'ambito della nuova delegazione di servizio pubblico (DSP) attribuita alla Corsica Linea, la Paglia Orba sostituisce la Girolata (che viene noleggiata alla Grandi Navi Veloci per 9 mesi) de La Méridionale tra Marsiglia e Ajaccio che serve insieme alla Jean Nicoli. Tuttavia, ha sostituito la Vizzavona sulla linea che collega Marsiglia a Bastia per gran parte del 2020.

## Navi gemelle
- Kalliste